# عزم كهربائي
العزم الكهربائي هو مدى قابلية جزيئات المادة للانتظام في مجال كهربائي ما.

## التعريف
العزم الكهربائي هو مدى قابلية جزيئات المادة للانتظام في مجال كهربائي بحيث يتجه القطب الموجب نحو المهبط (-) بينما يتجه القطب السالب نحوالمصعد (+).
و يعرف العزم أيضا حول نقطة بانه حاصل ضرب مقدار القوة في ذراعها (المسافة العمودية بين خط عمل القوة والنقطة المطلوب حساب العزم لها.
أي أن العزم الكهربائي هو تأثير الدوران، ويسمى أحيانا عزم الدوران، فالقوة مثلا إذا أثرت على جسم ما وسببت دوران ذلك الجسم فنقول أنها تسبب عزما.ولو ان القوة لو أثرت على نقطة غير مركز الكتلة فانها تتسبب في دوران ذلك الجسم.

## إنتاج العزم
ينتج العزم الكهربائي أو يوجد من خلال المنطقة التي تنشأ حول الشحنات الكهربائية المتحركة وتؤثر الشحنات من خلالها على أي مادة مغناطيسية أو أي شحنة كهربائية أخرى متحركة داخل هذه المنطقة.
فحيثما يوجد تيار كهربائي (شحنات كهربائية متحركة) يوجد مجال مغناطيسي، وبالتالي يوجد العزم، والمجال المغناطيسي ينشأ بفعل شحنات كهربائية متحركة أو بمجال كهربائي متناوب ويؤثر فقط على شحنات كهربائية متحركة.
خطوط المجال المغناطيسي, وهي خطوط وهمية يدل اتجاه الخط منها عند أي نقطة (أو المماس للخط عند تلك النقطة
إذا كان منحنيا) على اتجاه المجال.
أو (خط المجال المغناطيسي) هو المسار الذي يتخذه قطب شمالي مفرد حر الحركة في المجال المغناطيسي.

## أمثلة للعزم الكهربائي
مثال الأرجوحة التي تتكون من لوح خشبي واحد.لو وضع ثقل كبير على إحدى طرفي هذه الأرجوحة، وجلست أنت على الطرف الآخر، فالثقل يرتفع، مما يعني أن وزنك أكبر من وزن الثقل، وبالتالي فان اللوح الخشبي ليس متزن، فهو يدور في اتجاه القوة المحصلة.
و لو اقتربت من الطرف الآخر تدريجيا، أي ابتعدت عن نهاية الطرف التي تجلس عليه، من دون أن تؤثر بقوة زائدة، أي تجلس كما جلست سابقا، فستلاحظ أن تأثير الدوران يقل (اللوح لا يدور كما كان يدور سابقا بل بسرعة أقل)، ترى ما سبب ذلك؟؟
نستنتج مما سبق أن تأثير الدوران يتناسب طرديا مع القوة والمسافة من نقطة الارتكاز (حيث من الضروري أن تكون هناك نقطة ارتكاز).
أي أن المسافة بين نقطة الارتكاز والقوة (أي أنت) قل تأثير الدوران، اذن علاقة طردية.

## قانون العزم
يمكننا استنتاج قانون العزم من العوامل التي تؤثر عليه:
العزم = القوة المؤثرة. المسافة من نقطة الارتكاز 
لدينا صيغة العزم كالتالي m(p)=f.d,حيث f هي شدة القوة P وd هي المسافة الفاصلة بين خط تأثير p ومحور الدوران.

## مسائل في العزم
مثال:
سلك مستقيم طوله 40 سنتيمتر موضوع في مجال مغناطيسي منتظم كثافة فيضه 10-2 تسلا بحيث يصنع مع المجال زاوية قياسها 30o
جد شدة التيار الذي إذا مر في السلك فانه يتأثر بقوة قدرها 0.005 نيوتن.
العزم المؤثر على ملف مستطيل يسري فيه تيار كهربائي وموجود في مجال مغناطيسي منتظم, مثال:
ملف على شكل مستطيل abcd طوله وعرضه A مساحة الملف.
M o م العمودي على مستوى الملف.
Θ الزاوية بين العمودي على مستوى الملف والمجال.
I شدة التيار المار في الملف.
N عدد لفات الملف.
لحساب العزم الذي يؤثر به المجال على الملف نقسم الملف إلى أربعة أضلاع.
الضلع ab والضلع cd تؤثر عليهما.
قوتان متساويتان هما F1 == F3 == وتشكلان ازدواجا.
عزمه = إحدى القوتين × البعد العمودي بينهما.
بينما الضلعين الآخرين تؤثر عليهماF4 F2 = وهما قوتان متساويتان في المقدار متضادتان في الاتجاه وخط عملهما على استقامة واحدة وبالتالي
العزم الناتج عنهما يساوي صفرا.

## العزم بين ذرتين مختلفتين
ان الرابطة بين أي ذرتين مختلفتين في السالبية الكهربائية تكون قطبية وهنا يتولد عزم ثنائي قطب يكون اتجاه من الذرة الأقل في السالبية إلى الذرة الأعلى في السالبية الكهربائية.
ويمكن هنا أن يكون عزم ثنائي القطب كقوة تعمل على الدفع في إحدى الاتجاهات (من الموجب إلى السالب)
فمثلا في جزيء كلوريد الهيدروجين H-Cl يكون اتجاه عزم ثنائي القطب من الهيدروجين إلى الكلور والجزيء قطبي لان العزم (الدفع) في اتجاه واحد.
اما في ثاني اكسيد الكربون O=C=O الرابطة بين الكربون والأكسجين قطبية ويكون اتجاه عزم ثنائي القطب فيها من الكربون إلى الاكسجين. لكن في الجزيء توجد رابطتين ووجد أن الجزيء غير قطبي
إذا لا بد ان تكون ذرات الجزيء على استقامة واحدة (خطية) ويكون اتجاه ثنائي القطب بينها في اتجاهين متعاكسين بحيث يلغي كل منهما الآخر (وهنا نقول المحصلة صفر) تماما كأن نقول هناك شخصان كل منهما يعمل على شد جسم باتجاهين متعاكسين وبنفس القوة وبالتالي الجسم لن يتحرك من مكانه لان محصلة القوة المؤثرة عليه تساوي الصفر. اما إذا كان الشد أو الدفع باتجاهات غير متعاكسة تماما فتنشأ هنا محصلة
كما في جزيء الماء.